# Willi Banike
Christof Willy „Willi“ Banike (* 3. Juli 1900 in Amberg; † 27. September 1970 in Iserlohn) war ein deutscher Jurist, Verwaltungsbeamter und Politiker (NSDAP).

## Leben
Willi Banike wurde als Sohn eines Ingenieurs in der Oberpfalz geboren. Nach dem Abitur 1918 am Realgymnasium in Hattingen nahm er ein Studium der Rechtswissenschaft an den Universitäten in Würzburg, Berlin und Münster auf, das er 1922 mit dem Ersten Juristischen Staatsexamen abschloss. Während seines Studiums wurde er 1919 Mitglied der Burschenschaft Germania zu Würzburg. Er wurde 1922 zum Doktor der Rechte promoviert, legte 1926 in Berlin das Zweite Juristische Staatsexamen ab und arbeitete im Anschluss daran für kurze Zeit als Richter. Ab September 1926 war er als Rechtsanwalt beim Amtsgericht und beim Landgericht in Bochum tätig. 1933 erhielt er die Zulassung als Notar.
Banike trat zum 28. Dezember 1925 in die NSDAP ein (Mitgliedsnummer 26.788), schloss sich zudem der SA an und bekleidete dort zuletzt den Rang eines Oberführers. 1931 beteiligte er sich an der Gründung der Bochumer Ortsgruppe des NS-Juristenbundes, dem er in der Folgezeit als Bezirksobmann vorstand. In dieser Funktion vertrat er unter anderem Nationalsozialisten in Strafprozessen. Des Weiteren fungierte er als Gaufachgruppenleiter der Fachgruppe Rechtsanwälte und als Abteilungsleiter bei der Leitung des NSDAP-Gaues Westfalen-Süd.
Er war vom 12. März bis zum 15. Dezember 1933 Bochumer Stadtverordneter und wurde am 7. April 1933 zum Stadtverordnetenvorsteher gewählt. Im April 1934 wurde er zum Sonderbeauftragten für die Stadtverwaltung Bochum ernannt. Nach der Flucht des Dortmunder Oberbürgermeisters Ludwig Malzbender und der kurzzeitigen kommissarischen Übernahme der Geschäfte durch Bruno Schüler amtierte Banike ab 30. August 1934 als Oberbürgermeister der Stadt Dortmund. Neben seiner Funktion als Stadtoberhaupt übernahm er zahlreiche Posten in Wirtschaftsunternehmen, unter anderem als Mitglied im Aufsichtsrat der VEW. 1941 wurde er als Reserveoffizier zur Wehrmacht eingezogen, leistete aber nur Dienst als Kriegsberichterstatter in der Heimat, zuletzt als Major der Reserve.
Gegen Ende des Zweiten Weltkriegs beauftragte Banike am 30. März 1945 Hermann Ostrop zu seinem Nachfolger als Oberbürgermeister, blieb aber noch bis zum 12. April im Amt, als er vor den herannahenden US-amerikanischen Streitkräften ins Sauerland auswich und sich somit der Gefangenschaft entzog. 1948 wurde er im Zuge der Entnazifizierung in einem Spruchkammerverfahren als Angehöriger in die Kategorie III (Minderbelastete) eingestuft, konnte aber wieder als Rechtsanwalt praktizieren.